# قارچ فندقی
قارچ فندقی نام سرده‌ای از قارچ‌ها است. این قارچ‌ها را عموماً آنها را ستارگان زمین می‌نامند. در فصل تخم ریزی هاگدان آن پاره شده و هاگ‌ها به بیرون ریخته می‌شوند. قارچ فندقی‌ها پوسته و هاگدان ضخیمی دارند

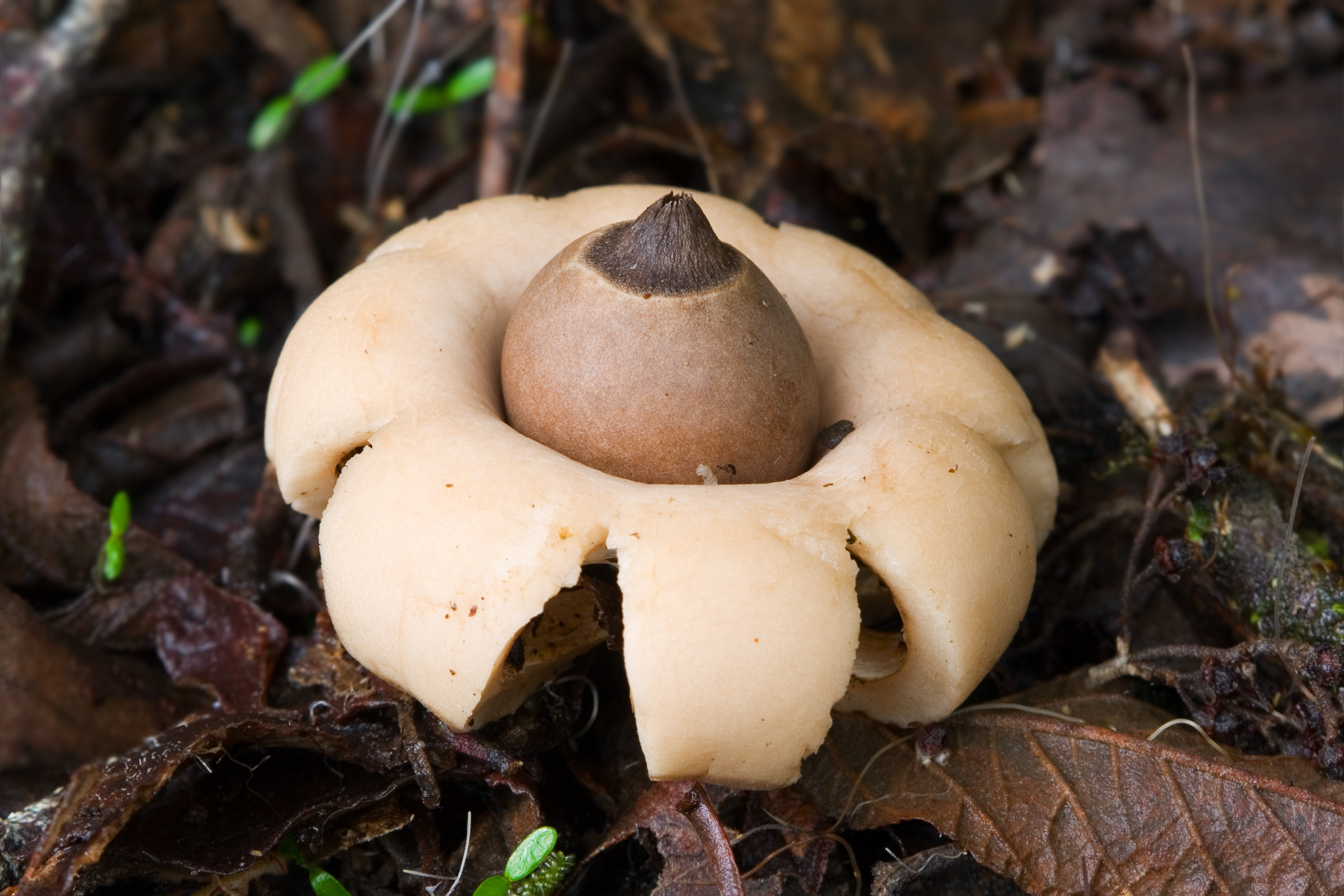

## انواع قارچ فندوقی
1. قارچ فندقی برکلی
2. قارچ فندقی جنوبی
3. قارچ فنوقی کامپستر
4. قارچ فندقی هوا
5. قارچ فندقی پرتویی
6. قارچ فندقی آراسته
7. قارچ فندقی انتوموفیلوم
8. قارچ فندقی گرد
9. قارچ فندقی تاقدار
10. قارچ فندقی نوکدار